# 11. prapor radiotechnického zabezpečení
11. prapor radiotechnického zabezpečení (slovensky 11. prápor rádiotechnického zabezpečenia; krycí číslo: VÚ 5960) byl prapor Československého vojenského letectví ČSLA zřízený 1. září 1963 přejmenovaním 11. praporu pozemního zabezpečení navigace.
Od svého vzniku do 15. října 1968 byl dislokován na Letisko Tri Duby pri Sliači, nasledně byl do 1. září 1973 dislokován na Letiště Piešťany a od 1. září 1973 do 1. září 1992 na Letiště Přerov.